# Genista ramosissima
Genista ramosissima es una especie de arbusto perteneciente a la familia de las fabáceas.  

## Descripción
Es un arbusto que alcanza un tamaño de  0,5-1,5 m, erecto, muy ramificado, con ramas fuertes, de aspecto retamoide, inerme. Tallos robustos, con 8-10 costillas en forma de T que dejan ver valles intercostales amplios, seríceos cuando jóvenes, glabrescentes en la vejez; indumento doble, seríceo, de pelos rectos y adpresos, en las costillas, y puberulento, de pelos pequeños y uncinados, en los valles. Hojas alternas, estipuladas, unifolioladas. Las  inflorescencias paucifloras y racemosas, pediceladas, sin bráctea. Corola amarilla. Fruto  linear oblongo, toruloso, viloso, con 2-7 semillas ovoideas, algo aplanadas, negras.

## Distribución y hábitat
Se encuentra en los matorrales sobre calizas, margas y yesos, en ramblas y bordes de barrancos en ambiente semiárido o subdesértico; a una altitud de 20-1100 metros N de Argelia, N de Marruecos y península ibérica.

## Taxonomía
Genista ramosissima fue descrita por (Desf.) Poir. y publicado en Encyclopédie Méthodique. Botanique ... Supplément 2(2): 715. 1812.
Etimología
Genista: nombre genérico que proviene del latín de la que los reyes y reinas Plantagenet de Inglaterra tomaron su nombre, planta Genesta o plante genest, en alusión a una historia que, cuando Guillermo el Conquistador se embarcó rumbo a Inglaterra, arrancó una planta que se mantenía firme, tenazmente, a una roca y la metió en su casco como símbolo de que él también sería tenaz en su arriesgada tarea. La planta fue la  llamada planta genista en latín. Esta es una buena historia, pero por desgracia Guillermo el Conquistador llegó mucho antes de los Plantagenet y en realidad fue Godofredo de Anjou que fue apodado el Plantagenet, porque llevaba un ramito de flores amarillas de retama en su casco como una insignia (genêt es el nombre francés del arbusto de retama), y fue su hijo, Enrique II, el que se convirtió en el primer rey Plantagenet. Otras explicaciones históricas son que Geoffrey plantó este arbusto como una cubierta de caza o que él la usaba para azotarse a sí mismo. No fue hasta que Ricardo de York, el padre de los dos reyes Eduardo IV y Ricardo III, cuando los miembros de esta familia adoptaron el nombre de Plantagenet, y luego se aplicó retroactivamente a los descendientes de Godofredo I de Anjou como el nombre dinástico.
ramosissima: epíteto latíno que significa "la que tiene más ramas"
Sinonimia
- Genista cinerea subsp. ramosissima (Desf.) Quezel & Santa[5]

## Nombre común
- Castellano: giniestra (2), retamón.(el número entre paréntesis indica las especies que tienen el mismo nombre en España)[6]